# Le Veurdre
Le Veurdre és un municipi francès, situat al departament de l'Alier i a la regió d'Alvèrnia-Roine-Alps. L'any 2007 tenia 541 habitants.

## Demografia

### Població
El 2007 la població de fet de Le Veurdre era de 541 persones. Hi havia 243 famílies de les quals 86 eren unipersonals (31 homes vivint sols i 55 dones vivint soles), 90 parelles sense fills, 55 parelles amb fills i 12 famílies monoparentals amb fills.
La població ha evolucionat segons el següent gràfic:
Habitants censats

### Habitatges
El 2007 hi havia 355 habitatges, 250 eren l'habitatge principal de la família, 61 eren segones residències i 44 estaven desocupats. 339 eren cases i 14 eren apartaments. Dels 250 habitatges principals, 138 estaven ocupats pels seus propietaris, 101 estaven llogats i ocupats pels llogaters i 11 estaven cedits a títol gratuït; 6 tenien una cambra, 17 en tenien dues, 73 en tenien tres, 70 en tenien quatre i 85 en tenien cinc o més. 176 habitatges disposaven pel capbaix d'una plaça de pàrquing. A 121 habitatges hi havia un automòbil i a 75 n'hi havia dos o més.

### Piràmide de població
La piràmide de població per edats i sexe el 2009 era:
| Homes | Edats   | Dones |
| ----- | ------- | ----- |
| 0     | 95 o +  | 0     |
| 0     | 90 a 94 | 8     |
| 12    | 85 a 89 | 12    |
| 0     | 80 a 84 | 12    |
| 24    | 75 a 79 | 24    |
| 16    | 70 a 74 | 32    |
| 8     | 65 a 69 | 24    |
| 20    | 60 a 64 | 28    |
| 16    | 55 a 59 | 4     |
| 8     | 50 a 54 | 24    |
| 28    | 45 a 49 | 24    |
| 12    | 40 a 44 | 16    |
| 24    | 35 a 39 | 16    |
| 16    | 30 a 34 | 32    |
| 16    | 25 a 29 | 4     |
| 4     | 20 a 24 | 16    |
| 24    | 15 a 19 | 4     |
| 8     | 10 a 14 | 8     |
| 20    | 5 a 9   | 20    |
| 12    | 0 a 4   | 16    |

## Economia
El 2007 la població en edat de treballar era de 290 persones, 200 eren actives i 90 eren inactives. De les 200 persones actives 165 estaven ocupades (89 homes i 76 dones) i 36 estaven aturades (20 homes i 16 dones). De les 90 persones inactives 34 estaven jubilades, 18 estaven estudiant i 38 estaven classificades com a «altres inactius».

### Ingressos
El 2009 a Le Veurdre hi havia 259 unitats fiscals que integraven 523 persones, la mediana anual d'ingressos fiscals per persona era de 14.138 €.

### Activitats econòmiques
Dels 35 establiments que hi havia el 2007, 3 eren d'empreses extractives, 1 d'una empresa alimentària, 1 d'una empresa de fabricació d'altres productes industrials, 2 d'empreses de construcció, 13 d'empreses de comerç i reparació d'automòbils, 3 d'empreses de transport, 2 d'empreses d'hostatgeria i restauració, 1 d'una empresa financera, 1 d'una empresa immobiliària, 1 d'una empresa de serveis, 4 d'entitats de l'administració pública i 3 d'empreses classificades com a «altres activitats de serveis».
Dels 5 establiments de servei als particulars que hi havia el 2009, 1 era una oficina de correu, 1 taller de reparació d'automòbils i de material agrícola, 1 fusteria, 1 perruqueria i 1 restaurant.
Dels 5 establiments comercials que hi havia el 2009, 2 eren botiges de menys de 120 m², 1 una fleca, 1 una carnisseria i 1 una botiga d'electrodomèstics.
L'any 2000 a Le Veurdre hi havia 14 explotacions agrícoles que ocupaven un total de 1.440 hectàrees.

## Equipaments sanitaris i escolars
L'únic equipament sanitari que hi havia el 2009 era una farmàcia.
El 2009 hi havia una escola elemental integrada dins d'un grup escolar amb les comunes properes formant una escola dispersa.

## Poblacions més properes
El següent diagrama mostra les poblacions més properes.